# Lenguas bajogermánicas

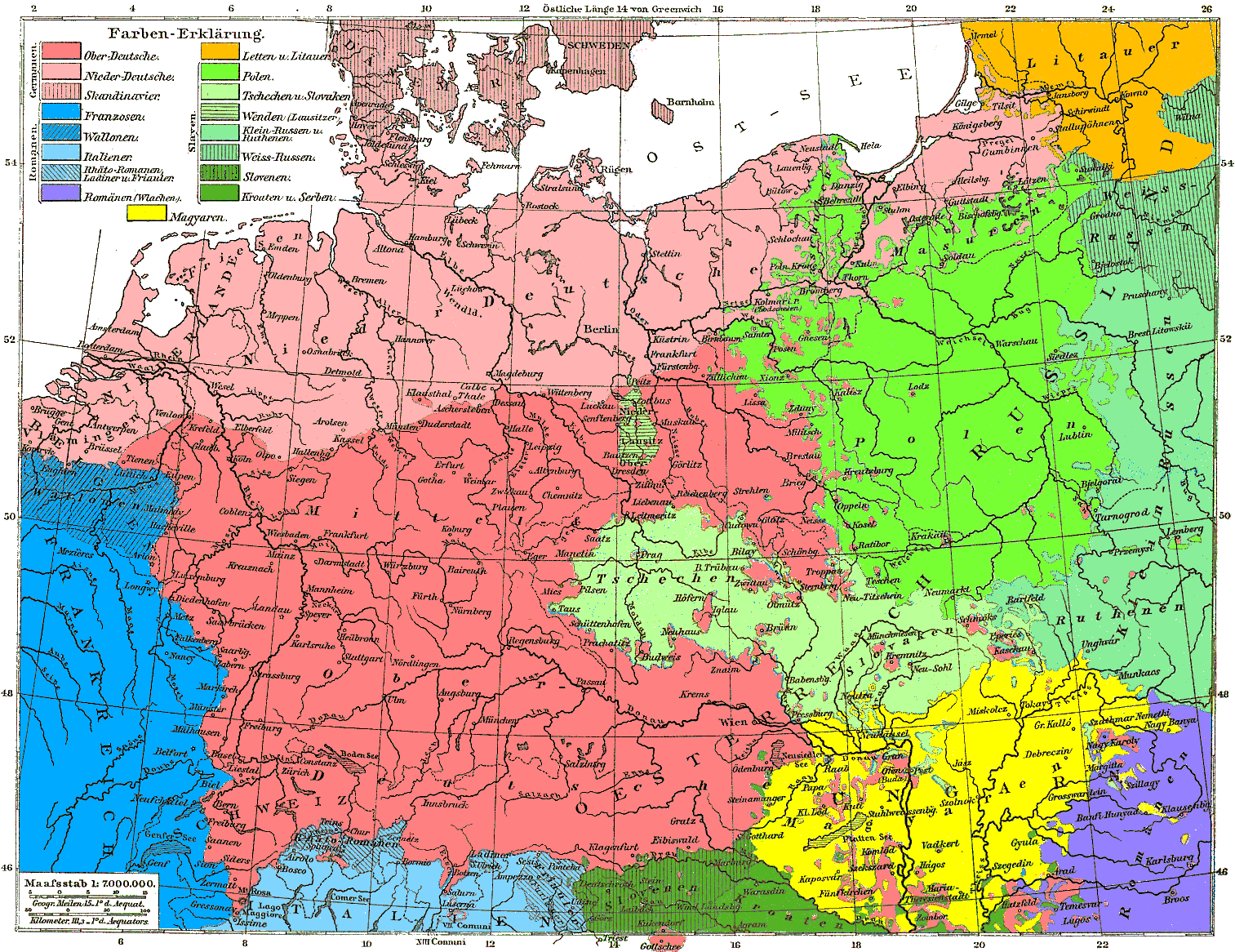
Antigua extensión de las lenguas bajogermánicas (incluyendo el neerlandés) hacia 1880.

Las lenguas bajogermánicas son un subgrupo de las lenguas germánicas occidentales también conocidas bajo el término ambiguo de bajo alemán.

## Clasificación
Una clasificación propiamente lingüística de las lenguas bajogermánicas es la siguiente:
- Bajo alemán
  - Sajón antiguo (†)
    - Bajo alemán occidental
    - Bajo alemán oriental
- Bajo franconio
  - Antiguo fráncico (†)
    - Limburgués
    - Neerlandés
      - Afrikáans

## Características lingüísticas
Hacia el siglo III más o menos se produjo una importante mutación consonántica, conocida como «segunda mutación consonántica», en el territorio sur del área de habla alemana. Estos cambios se produjeron en varias etapas y en diferentes extensiones, expandiéndose desde el sur hacia el norte, y diferenciando al bajo alemán del resto de dialectos. 
1. Fase: Las tres consonantes oclusivas sordas p, t, k fueron transformadas en consonantes fricativas f, s, x , en posiciones intermedias, después de vocales plenas: neerl. / b. alem. slapen 'dormir' se convirtió en alem. schlafen; neerl. / b. alem. eten 'comer' se convirtió en alem. essen; y neerl. / b. alem. maken 'hacer' se transformó en alem. machen (la ch se pronuncia como la j española). Estos cambios se dieron en varias fases:
2. Las mismas consonantes p, t, k que no habían sido afectadas por la primera etapa se convirtieron en consonantes africadas: alem. Apfel en vez de b. alem. Appel 'manzana' (neerl. appel), alem. Zunge en vez de b. alem. Tung 'lengua' (neerl. tong) y bávaro meridional Kchind en vez de alem. / b. alem. Kind 'niño' (neerl. kind). Cabe mencionar que esta modificación no cubrió la misma extensión territorial que la primera, dando lugar a la existencia del alto alemán medio. El alemán oficial manifiesta solo las primeras dos modificaciones. De hecho en algunos dialectos, como el alamán, la combinación kch fue simplificada a ch (como j española en vez de kj), p. ej. alto alemánico y alemánico superior Chind 'niño'.
3. Fase: las consonantes fricativas sonoras b, d, g se transformaron en consonantes sordas para llenar el hueco producido por las dos primeras etapas: cimbrio pist en vez de alem. bist 'eres'; alem. tun en vez de b. alem. doon 'hacer' (neerl. doen); bávaro Kott en vez de alem. Gott 'Dios'. Esta etapa fue aún menos extensa que la primera. En alemán oficial solo presenta el cambio de d a t.
4. Fase: Hay algunos expertos que asignan a este fenómeno la trasformación de la consonante fricativa dental (th inglesa, IPA θ) por d: think en inglés por denken en alemán. Cabe señalar que este fenómeno se presentó en todo el territorio de habla baja alemana, así como en el neerlandés. Asimismo, se ha constatado este fenómeno en la mutación de v (w alemana) a b en palabras como b. alem. / neerl. geven : alem. geben 'dar'.

La mutación fonética solamente tuvo lugar en el caso de los dialectos del sur, como el alemánico y el bávaro. Hacia el norte y noroeste de Alemania, la segunda mutación consonántica, dando como resultado el bajo alemán puro. Éste mantuvo, al igual que el neerlandés y el limburgués las características fonéticas del germano antiguo, y es (ya por razones geográficas) más cercano al inglés que el alemán.
La frontera dialéctica se encuentra a lo largo de la frontera alemana con Bélgica, al sur de Aquisgrán hacia Düsseldorf. De ahí a Kassel, llega sobre Magdeburgo hacia el río Elba y pasa por el norte de Wittenberg hasta el noreste de Fráncfort del Óder junto a Polonia. Esta línea se conoce como la línea de Benrath (Benrather Linie o maken/machen Linie), y al norte de ella rigen las características del alemán bajo, así como dat Water en vez de das Wasser del alemán escrito.
El bajo alemán se encuentra en diversas zonas de Latinoamérica, debido al flujo de la gente que huía de persecuciones, especialmente de tipo religioso. En Estados Unidos y Paraguay viven los amish, descendientes de los menonitas, presentes en Paraguay, México, Belice, Bolivia, Canadá y en menor cantidad en Argentina, gran parte de los menonitas sigue hablando alemán, especialmente el bajo (actualmente una versión antigua).

## Comparación léxica
Los numerales para diferentes variedads bajogermánicas son:

| GLOSA | Bajofranconio   | Bajofranconio | Bajofranconio | Bajofranconio | Bajoalemán            | Bajoalemán          | Bajoalemán              | Bajoalemán    | PROTO- BAJOGERM.   |
| GLOSA | Neerlandés      | Flamenco      | Limburgués    | Afrikáans     | Bajo sajón (Alemania) | Bajo sajón (Twents) | Plautdietsch (Menonita) | Antiguo sajón | PROTO- BAJOGERM.   |
| ----- | --------------- | ------------- | ------------- | ------------- | --------------------- | ------------------- | ----------------------- | ------------- | ------------------ |
| '1'   | een eˑn         | ièn           | eine          | een eːn       | eens ʔɛˑɪns           | eyne ˈʔeˑɪnɘ        | een ɘɪn                 | ēn            | *ein-              |
| '2'   | twee tʊeˑ(j)    | twiè          | twie          | twee tʷeː     | twee tʰvɛˑɪ           | tweye ˈtʋɛˑɪɘ       | twee tvɘɪ               | twēne         | *twei (< *twei-ne) |
| '3'   | drie dʀi        | drie          | drei          | drie dri      | dree ˈdɾɛˑɪ           | dreye ˈdreˑɪɘ       | dree drɘɪ               | thrīe         | *drei (< *θrije)   |
| '4'   | vier viːəʀ      | viere         | veer          | vier fir      | veer ˈfɛˑɪɜ˞          | vere ˈv̥eːrɘ         | veer ˈfɘɪɐ              | fiuwar        | *vier (< *fiower)  |
| '5'   | vijf vɛˑif      | vuvve         | vief          | vyf fəif      | fiev fiːf             | vieve ˈv̥iˑʊʋɘ       | fiev fiːf               | fīf           | *vīf (< *fīf)      |
| '6'   | zes zɛs         | zèsse         | zès           | ses sɛs       | söss zœs              | sesse ˈzɛsɘ         | söss zaːs               | sehs          | *zesː (< *sexs)    |
| '7'   | zeven ˈzeˑvə(n) | zēvne         | zeve          | sewe ˈseːvə   | söven ˈzøːvm̩          | sövene ˈzøːʏmɘ      | söven ˈzeːvɘn           | siƀun         | zēvən (< *siƀun)   |
| '8'   | acht ɑχt        | achte         | ach           | agt ax(t)     | acht ʔaχt             | achte ˈʔaxtɘ        | acht aːxt               | ahto          | *axt (< *axto)     |
| '9'   | negen ˈneˑχə(n) | nēgne         | nege          | nege ˈneːxə   | negen ˈneːgŋ̩          | negene ˈneːɣɘnɘ     | negen ˈneɐjɘn           | nigun         | *nēɣən (< *niɣun)  |
| '10'  | tien tin        | tiene         | tien          | tien tin      | tein tʰaˑɪn           | tiene ˈtiːnɘ        | tein tʰiɘn              | tehan         | *tein (< *tehan)   |